# Бин, Майкл
Майкл Коннелл Бин (англ. Michael Connell Biehn; род. 31 июля 1956, Аннистон, Алабама, США) — американский актёр, известный по фантастическим боевикам Джеймса Кэмерона («Терминатор», «Чужие» и «Бездна»).

## Биография
Майкл Бин родился 31 июля 1956 года в Алабаме. В годы молодости переехал с родителями в Небраску, затем отправился в Аризону, где поступил в местный университет по курсу драматического искусства. В то время увлекался баскетболом, бейсболом, футболом, теннисом, плаванием и борьбой. В середине семидесятых Бин перебрался в Лос-Анджелес, где работал моделью, снимался в рекламе и небольших телесериалах. Впервые получил известность, исполнив роль маньяка в фильме «Поклонник». Следующей его ролью стала роль кадета в фильме «Лорды дисциплины», вышедшем на экраны в 1983 году, фильм оказался коммерчески успешным, собрав в прокате более 11 миллионов долларов, тем самым Бин закрепил свой успех. В 1983 году Майкл попал в проект «Терминатор», который стал его звёздным фильмом. В то время «Терминатор» был всего лишь малобюджетным фантастическим боевиком начинающего режиссёра Джеймса Кэмерона. Роль в «Терминаторе» досталась Бину, хотя Джеймс Кэмерон сильно рисковал, приглашая на роль киборга-убийцы Арнольда Шварценеггера, который до сих пор играл только хороших парней, а роль положительного героя отдавая актёру, прославившемуся исполнением маньяка. Во время съёмок Бин очень сдружился с Джеймсом Кэмероном. В процессе подготовки к съёмкам Майкл посещал занятия по стрельбе, изучал своего героя.
Осенью 1984 года, без особой рекламы, «Терминатор» вышел в прокат и неожиданно для прокатчиков собрал 40 миллионов долларов. После «Терминатора» Бин пришёл к убеждению: надо выбирать либо хорошего режиссёра, либо хороший сценарий. Сотрудничество с Кэмероном Бин продолжил в фильме «Чужие», где Кэмерон предложил ему роль одного из солдат, столкнувшихся с инопланетными монстрами. В этот фильм Бин попал в последнюю минуту: первоначально на его роль в «Чужих» был утвержден Джеймс Ремар, но через три дня после начала съёмок из-за разногласий с Джеймсом Кэмероном Ремар покинул съёмочную площадку. Когда Кэмерон обратился к Бину с просьбой о помощи, тот немедленно вылетел в Англию, где проходили съёмки, чтобы выручить своего друга. Этот фильм стал для Бина кульминацией «героической кинокарьеры». В последующих фильмах он ушёл от образов «крутых парней»: сыграл прокурора в фильме «Неистовство» Уильяма Фридкина, снялся с Деми Мур в мистической ленте «Седьмое знамение», исполнил роль искалеченного ветерана войны в драме «В неглубокой могиле». Эти фильмы, не прибавив ему славы, показали, насколько широк диапазон его актёрских возможностей. К амплуа «плохого парня» он вернулся в фильме «Бездна» Джеймса Кэмерона, который стал последним крупным совместным проектом Майкла Бина и Джеймса Кэмерона, за исключением эпизода в фильме «Терминатор 2: Судный день» режиссёр больше не приглашал актёра на роли в своих последующих фильмах.
В 1990 году на экраны вышел фильм «Морские котики», где Майкл сыграл одну из главных ролей. Фильм получил низкие оценки, но собрал в прокате более 25 миллионов долларов. После этого его карьера пошла на спад. Следующий фильм Бина был «Бомба замедленного действия», в котором он сыграл главную роль. Фильм оказался оглушительным провалом: с бюджетом в 6 миллионов долларов фильм собрал в прокате всего лишь 64 тысячи. Провальными оказались также его последующие фильмы: «Смертельное падение», «Шлюха». После этого репутация Майкла была окончательно подорвана, и в течение нескольких лет он снимался в низкобюджетных фильмах и на телевидении, исполняя в основном роли второго плана. В этот период можно выделить только фильмы «Скала» с Николасом Кейджем, где Бин исполнил второстепенную роль Командира Андерсона и «Искусство войны» с Уэсли Снайпсом в главной роли. Также сыграл роль командира Макнила в компьютерной стратегии Command & Conquer: Tiberian Sun.
В 2003 году Алексей Балабанов начал снимать фильм «Американец». Главные роли в фильме должны были сыграть Майкл Бин и Алексей Чадов. Большинство эпизодов фильма было отснято в Иркутске, но в Норильске Майкл Бин ушёл в запой и сорвал съёмки. Работу над фильмом пришлось прекратить. На судебное разбирательство конфликта Балабанов ездил в Лос-Анджелес. Фильм так и не был завершён.

## Личная жизнь
Первой женой Бина была актриса Карлин Олсон, на которой он женился 11 июля 1980 года. В 1984 году у них родились сыновья-близнецы, Девон и Тейлор. В 1987 году пара развелась. Второй его женой была Джина Марш, в браке с которой аналогично родились два сына: Келан Майкл (род. 11 апреля 1992 года) и Александр (род. 19 марта 2003 года), в 2008 году пара развелась. Сейчас Бин женат на актрисе Дженнифер Блан, 21 марта 2015 года у него родился пятый сын, Дашилл Кинг Бин.

## Фильмография
| Год       | Русское название                   | Оригинальное название                | Роль                                       |
| --------- | ---------------------------------- | ------------------------------------ | ------------------------------------------ |
| 1972-1997 | ABC Специально после школы         | ABC Afterschool Specials             | Сет                                        |
| 1976-1980 | Семья                              | Family                               | Джейк                                      |
| 1977-1978 | Бегство Логана                     | Logan’s Run                          | Сэндмен                                    |
| 1977-1978 | Джеймс в 15                        | James at 15                          | Тони                                       |
| 1978      | Бриолин                            | Grease                               | Майк, баскетболист                         |
| 1978      | Тренер                             | Coach                                | Джек Рипли                                 |
| 1978      | Огонь в небесах                    | A Fire in the Sky                    | Том Рирден                                 |
| 1980      | Дикий боров                        | Hog Wild                             | Тим Уорнер                                 |
| 1981      | Поклонник                          | The Fan                              | Дуглас Брин                                |
| 1983      | Лорды дисциплины                   | The Lords of Discipline              | курсант Джон Александр                     |
| 1984      | Терминатор                         | The Terminator                       | Сержант Кайл Риз                           |
| 1986      | Чужие                              | Aliens                               | Капрал Дуэйн Хикс                          |
| 1987      | Неистовство                        | Rampage                              | Энтони Фрейзер                             |
| 1988      | Седьмое знамение                   | The Seventh Sign                     | Рассел Квинн                               |
| 1988      | В неглубокой могиле                | In a Shallow Grave                   | Гарнет Монтроус                            |
| 1989      | Бездна                             | The Abyss                            | Лейтенант Хирам Коффи                      |
| 1990      | Морские котики                     | Navy SEALs                           | Лейтенант Джеймс Курран                    |
| 1991      | Бомба замедленного действия        | Timebomb                             | Эдди Кей                                   |
| 1991      | Терминатор 2: Судный день          | Terminator 2: Judgment Day           | Кайл Риз во сне Сары Коннор                |
| 1991      | К2: Предельная высота              | K2: The Ultimate High                | Тейлор Брукс                               |
| 1993      | Смертельное падение                | Deadfall                             | Джо Долан                                  |
| 1993      | Тумстоун: Легенда Дикого Запада    | Tombstone                            | Джонни Ринго                               |
| 1995      | Королевство слепых                 | In the Kingdom of the Blind          | Джеки Райан                                |
| 1995      | Шлюха                              | Jade                                 | Детектив Боб Хэргроу                       |
| 1995      | Крах                               | Breach of Trust                      | Кейси Вудс                                 |
| 1996      | Луна пустыни                       | Mojave Moon                          | Бойд                                       |
| 1996      | Скала                              | The Rock                             | Командир Чарльз Андерсон                   |
| 1997      | Спецназ                            | Dead Men Can’t Dance                 | Роберт Харт                                |
| 1997      | Родео                              | The Ride                             | Смоки Бэнкс                                |
| 1997      | Астероид                           | Asteroid                             | Джек Уоллак                                |
| 1998      | Коварный план Сьюзен               | Susan’s Plan                         | Билл                                       |
| 1998      | Американские драконы               | American Dragons                     | Детектив Тони Лука                         |
| 2000      | Исполнение приказа                 | Chain of Command                     | Агент Секретной Службы Крейг Торнтон       |
| 2000      | Убийства в Черри-Фолс              | Cherry Falls                         | Шериф Брент Маркен                         |
| 2000      | Искусство войны                    | The Art of War                       | Роберт Блай                                |
| 2001      | Вечная битва                       | Megiddo: The Omega Code 2            | Вице-Президент / Президент Дэвид Александр |
| 2002      | Останавливающие время              | Clockstoppers                        | Генри Гейтс                                |
| 2002      | Грань одержимости                  | Borderline                           | Детектив Мейси Кобачек                     |
| 2005      | Крэйзи                             | Havoc                                | Стюарт Лэнг                                |
| 2005      | Отряд «Дракон»                     | Dragon Squad                         | Петрос Анджело                             |
| 2006      | Ненасытная                         | The Insatiable                       | Стрикленд                                  |
| 2007      | Здесь и сейчас                     | You Are Here                         | Тони Руссо                                 |
| 2007      | Грайндхаус                         | Grindhouse                           | Шериф Хейг                                 |
| 2007      | Ожидание                           | They Wait                            | Блейк О’Коннелл                            |
| 2008      | Путь клинка                        | Stiletto                             | Ли                                         |
| 2009      | Спасение Грэйс Б. Джонс            | Saving Grace B. Jones                | Лэнди Бретторс                             |
| 2009      | Улицы крови                        | Streets of Blood                     | Агент Майкл Браун                          |
| 2010      | Псих 9                             | Psych 9                              | Детектив Марлинг                           |
| 2010      | Злоумышленник 2                    | Bereavement                          | Джонатан Миллер                            |
| 2010      | Узы крови                          | The Blood Bond                       | Джон Тремейн                               |
| 2011      | Разделитель                        | The Divide                           | Микки                                      |
| 2011      | Отвези меня домой                  | Take Me Home Tonight                 | Билл Франклин                              |
| 2011      | Прокол                             | Puncture                             | Рэд                                        |
| 2011      | Жертва                             | The Victim                           | Кайл                                       |
| 2011      | Золотая лихорадка                  | Yellow Rock                          | Том Ханнер                                 |
| 2011      | Джейкоб                            | Jacob                                | Лоуренс Келл                               |
| 2012      | Суши гёл                           | Sushi Girl                           | Майк                                       |
| 2013      | Предательство                      | Treachery                            | Генри                                      |
| 2014      | Рукопашный бой                     | Tapped Out                           | Реджи                                      |
| 2014      | Темный лес                         | The Dark Forest                      | Питер                                      |
| 2014      | Спрятанный в лесу                  | Hidden in the Woods                  | Оскар Крокер                               |
| 2016      | Девушка                            | The Girl                             | Отец                                       |
| 2016      | Она восстает                       | She Rises                            | Папуля Длинноножка                         |
| 2016      | Ночной посетитель 2: История Хезер | The Night Visitor 2: Heather’s Story | Агент Уокер                                |
| 2017      | Тень                               | The Shadow Effect                    | Шериф Ходж                                 |
| 2019      | Разоблачение                       | Red Handed                           | Рейнольдс                                  |
| 2020      | Убийственные Выходные              | Killer Weekend                       | Доктор Кэрол                               |
| 2020      | Мандалорец, 2 сезон                | The Mandalorian                      | Лэнг                                       |
| 2025      | Хищник: Убийца убийц               | Predator: Killer of Killers          | коммандор Ванденберг                       |
| TBA       | Шумиха                             | The Hype                             | Надзиратель Смит                           |
| TBA       | Ферма                              | The Farm                             | Джонни Диккенс                             |

## Награды и номинации
| Премия | Год  | Фильм                   | Категория           | Результат |
| ------ | ---- | ----------------------- | ------------------- | --------- |
| Сатурн | 1987 | Чужие                   | Лучший киноактёр    | Номинация |
| Сатурн | 1991 |                         | Специальная награда | Премия    |
| Сатурн | 2011 | За достижения в карьере |                     | Премия    |